# به خاطر چند دلار بیشتر
به خاطر چند دلار بیشتر (به انگلیسی: For a Few Dollars More) عنوان دومین قسمت از سه‌گانهٔ دلار به کارگردانی سرجو لئونه است که در سال ۱۹۶۵ ساخته شد و در سال ۱۹۶۷ در آمریکا اکران عمومی گردید. از این فیلم به عنوان یکی از بهترین آثار سینما یاد می شود.

## داستان
کلنل داگلاس مارتیمر (با بازی لی وان کلیف) در پی انتقام خواهرش از مردی کثیف به نام اِل ایندیو (با بازی جان ماریا ولونته) و افرادش، با جایزه‌بگیرِ جوان و بی‌نامی (با بازی کلینت ایستوود) آشنا می‌شود و…

## بازیگران
- کلینت ایستوود در نقش مانکو
- لی وان کلیف در نقش کلنل داگلاس مارتیمر
- جان ماریا ولونته در نقش اِل ایندیو

## موسیقی
موسیقی متن فیلم اثر انیو موریکونه، آهنگساز نامدار است.